# Красіїв
Красі́їв — село в Україні, у Монастириській міській громаді Чортківського району Тернопільської області. Розташоване на річці Золота Липа на сході району. До 2020 року адміністративний центр Красіївської сільської ради. До Красіїва приєднано хутір Сеньків. У зв'язку з переселенням жителів хутори Діброва, Підмонастирець, Під Яром виключені з облікових даних.
Населення — 817 осіб (2003).

## Населення

### Мова
Розподіл населення за рідною мовою за даними перепису 2001 року:
| Мова       | Кількість | Відсоток |
| ---------- | --------- | -------- |
| українська | 817       | 99.88%   |
| російська  | 1         | 0.12%    |
| Усього     | 818       | 100%     |

## Історія
Поблизу Красіїва виявлено археолологічні пам'ятки пізнього палеоліту, культури фракійського гальштату. У 1840-х роках знайдено скарб — 2281 римську монету 92-192 років, які зберігались у Віденському природничому музеї.
Перша писемна згадка — 1464 року.
Діяли українські товариства «Просвіта», «Січ», «Луг», «Сокіл», «Сільський господар», кооператива.
У травні 1943 р. були заарештовані 5 членів осередку ОУН; двоє з них загинули в німецькому концтаборі. Улітку 1943 р. із боївки самооборони почала творитися сотня УПА. В листопаді 1943 р. через село пройшов рейдом курінь “Бистрого” “Сірі вовки”. До цього підрозділу вступили Степан Воронюк та Степан Тримбалюк (1927 р. н., загинув у бою з німцями в 1944 р.).
В сотні “Тура” УПА перебувало 45  уродженців села. 
У вересні 1944 р. в Марківському лісі під час бою з військами НКДБ в урочищі Романова долина загинуло 5 мешканців Красіїва: Іван Воронюк, Степан Грона, Данило Дубровський, Степан Підручний, Василь Пристай.
У селі було розміщено гарнізон військ НКДБ. 
8 листопада 1944 сотня “Яреми” біля Красіїва напала на партактив з охороною НКДБ (понад 25 осіб). 13 листопада повстанці вступили у бій зі “стрибками” і партійним активом. За цей бій село було піддано каральній акції. 18 листопада спалено 118 дворів, вбито 16 осіб, серед них:
- Михайло Грона;
- Степан Кінаш;
- Григорій та Микола Кухарі;
- Олекса Налужний;
- Степан Роїк;
- Василь Тримбалюк;
- Іван і Василь Цибульські.

У серпні 1945 р. гарнізон НКДБ спалив у Красіїві церкву, священика Ореста Погорецького заарештували і вивезли в концтабори Сибіру. Боротьба УПА на місцевих теренах тривала до 1952 року. 
Протягом 1962–1966 село належало до Бучацького району. 
12 червня 2020 року, відповідно до розпорядження Кабінету Міністрів України № 724-р «Про визначення адміністративних центрів та затвердження територій територіальних громад Тернопільської області» увійшло до складу Монастириської міської громади.
19 липня 2020 року, в результаті адміністративно-територіальної реформи та ліквідації Монастириського району, село увійшло до складу Чортківського району.

## Політика

### Парламентські вибори, 2019
На позачергових парламентських виборах 2019 року у селі функціонувала окрема виборча дільниця № 610694, розташована у приміщенні будинку культури.
Результати
- зареєстровано 477 виборців, явка 66,25%, найбільше голосів віддано за «Слугу народу» — 25,71%, за Всеукраїнське об'єднання «Батьківщина» — 15,87%, за «Європейську Солідарність» і Радикальну партію Олега Ляшка — по 14,92%.[7] В одномандатному окрузі найбільше голосів отримав Микола Люшняк (самовисування) — 36,45%, за Ігоря Сопеля (Слуга народу) — 16,13%, за Романа Василіцького (Об'єднання «Самопоміч») — 15,16%[8].

## Пам'ятки
Є церква Введення в храм Пресвятої Богородиці (1993), капличка (1994), «фігура» Матері Божої.
Встановлено пам'ятний хрест на честь скасування панщини (реставровано 1990), споруджено пам'ятник воїнам-односельцям, полеглим у німецько-радянській війні (1970), насипана символічна могила УСС (1990).

## Соціальна сфера
Діють загальноосвітня школа І ступеня, Будинок культури, бібліотека, ФАП, ТзОВ «Красіївське».

## Галерея

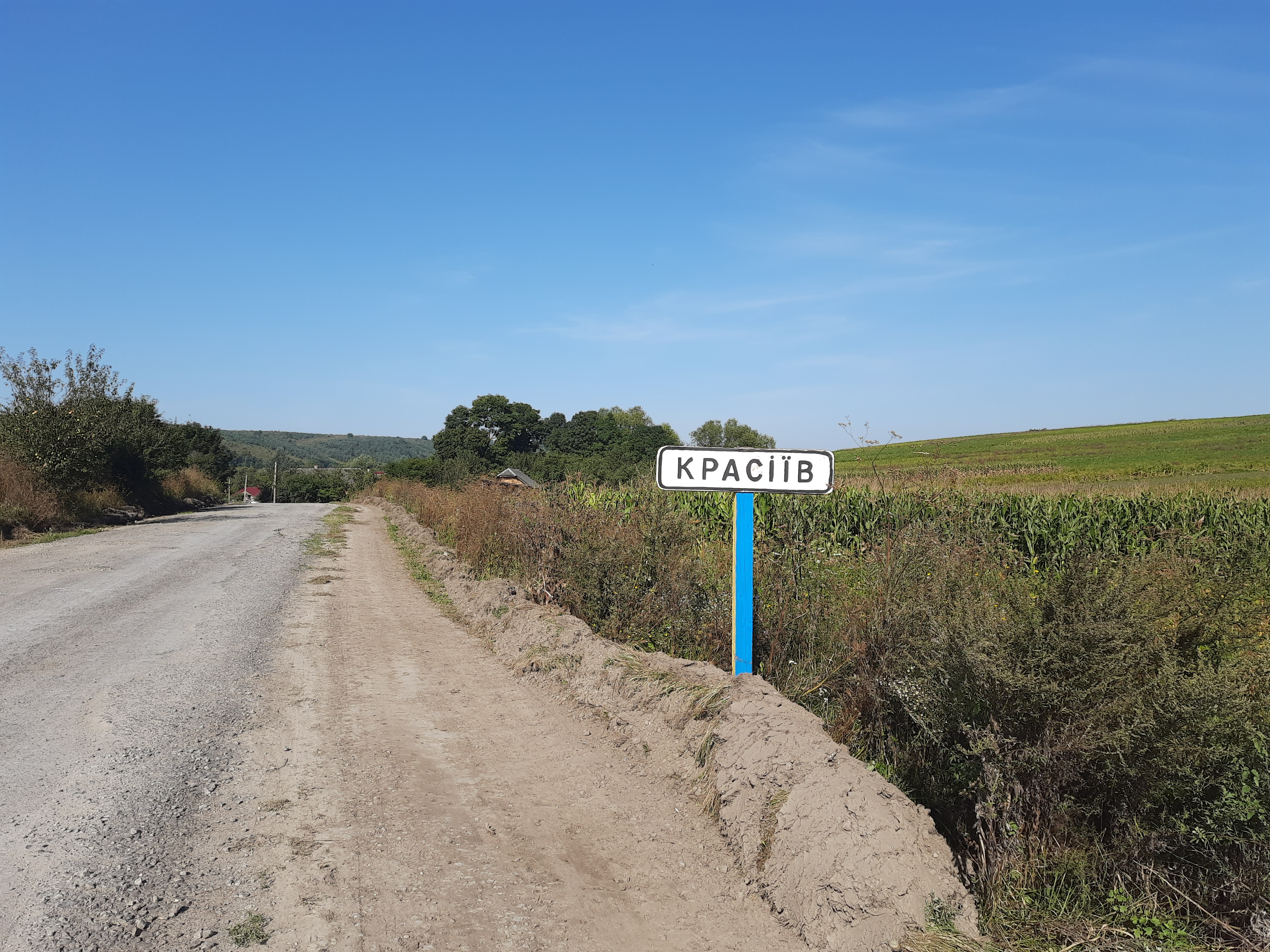
Дорожній знак при в'їзді в село
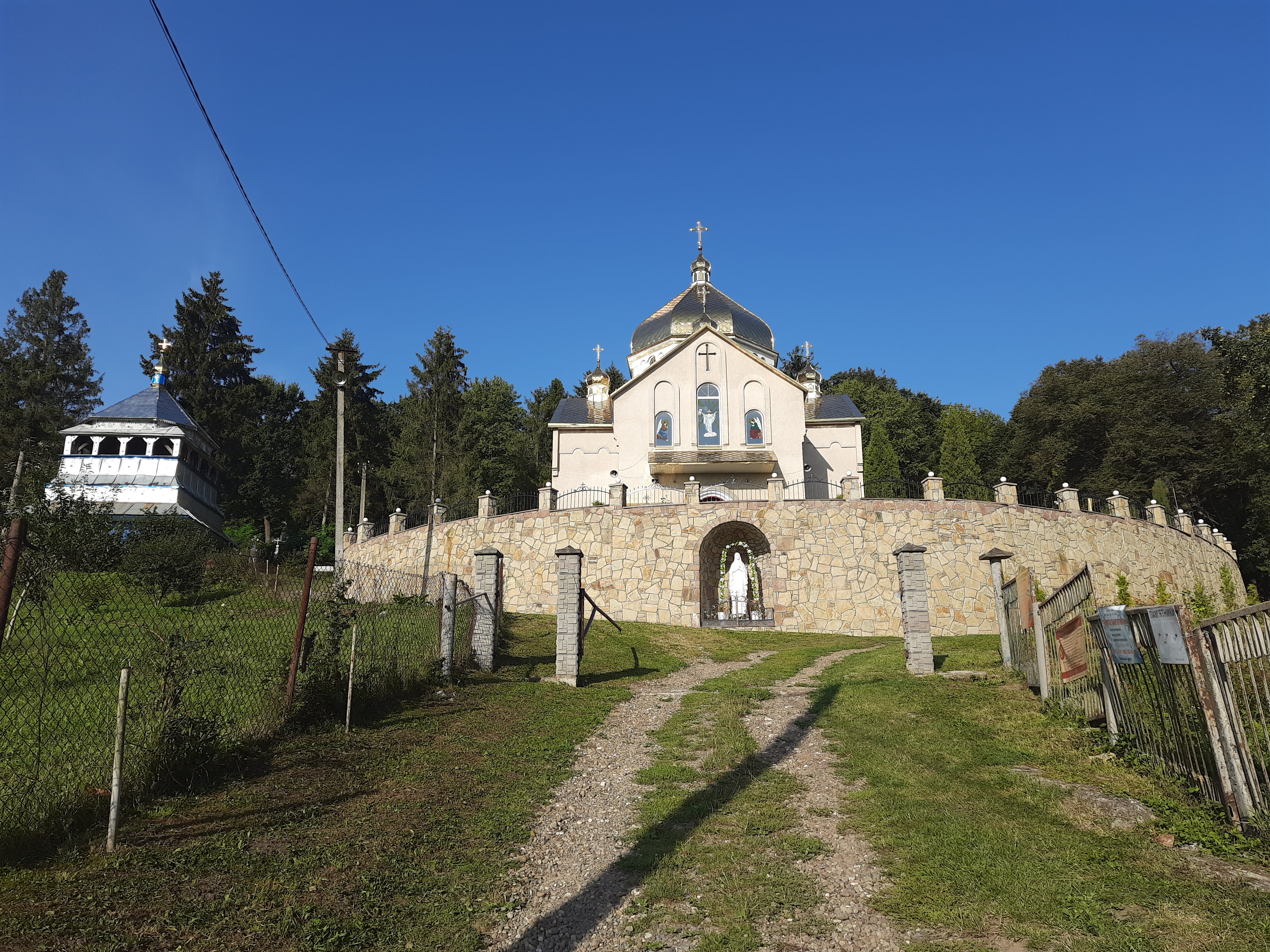
Церква Введення в храм Пресвятої Богородиці
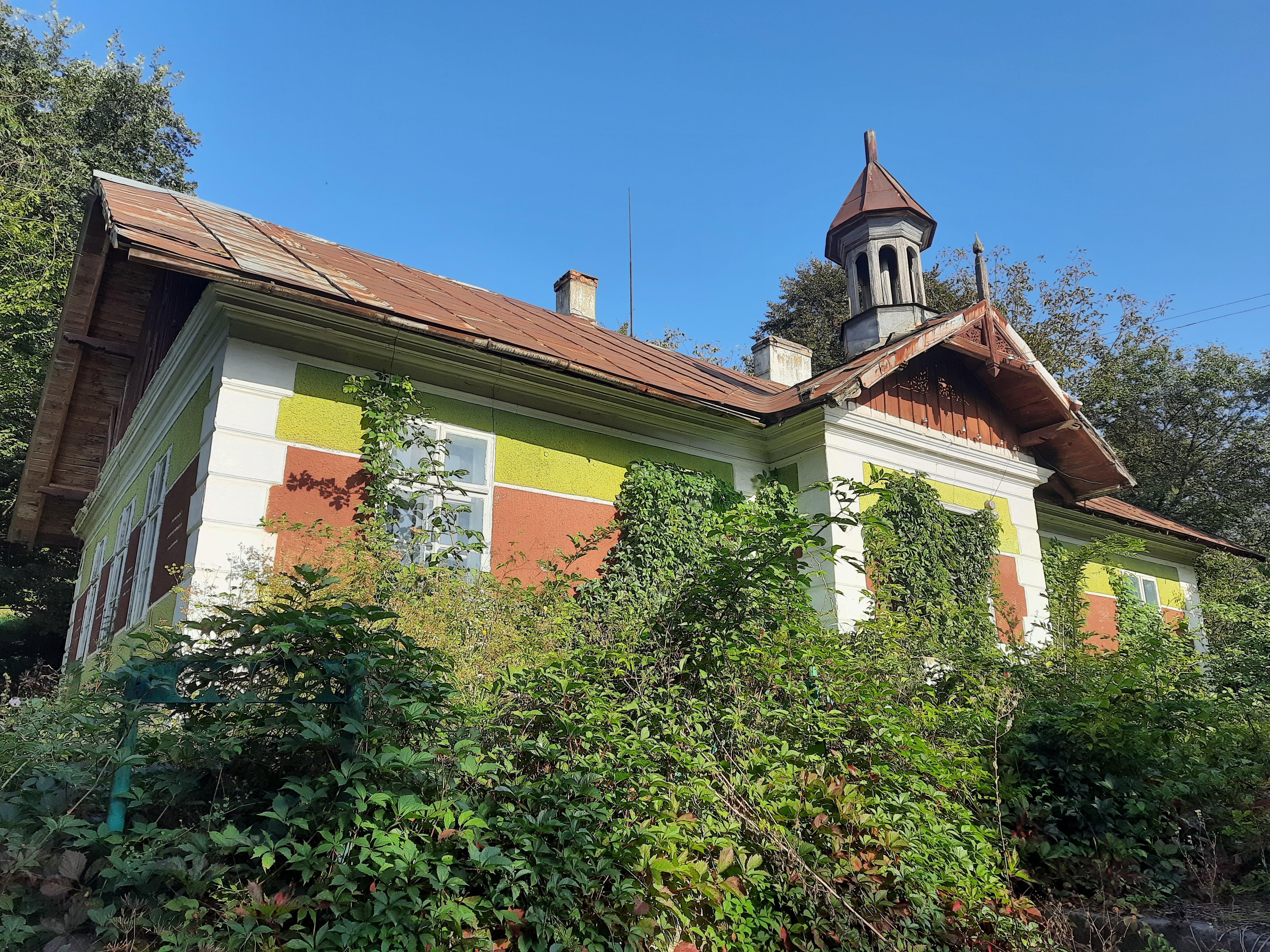
Будівля старої школи
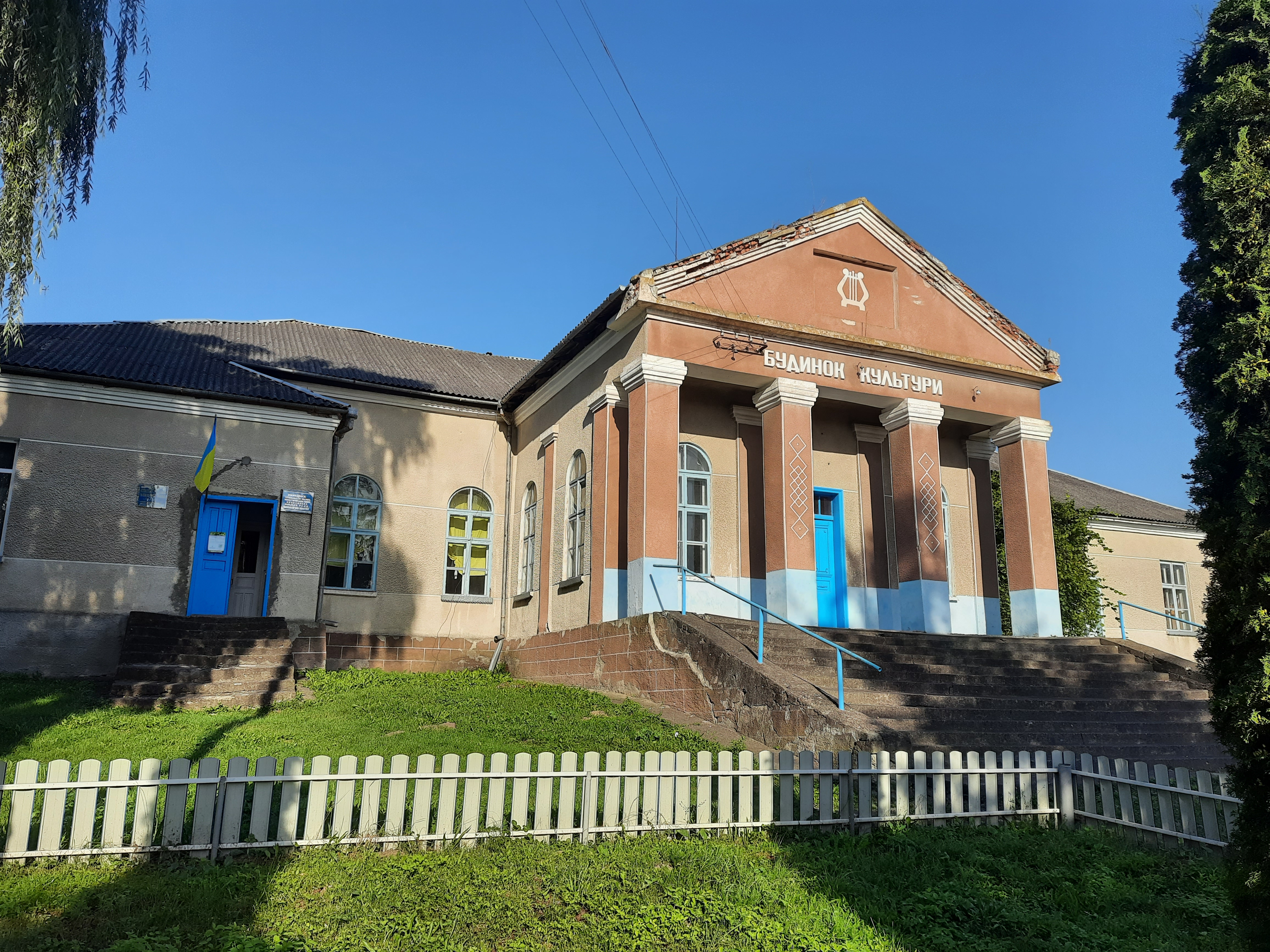
Будинок культури
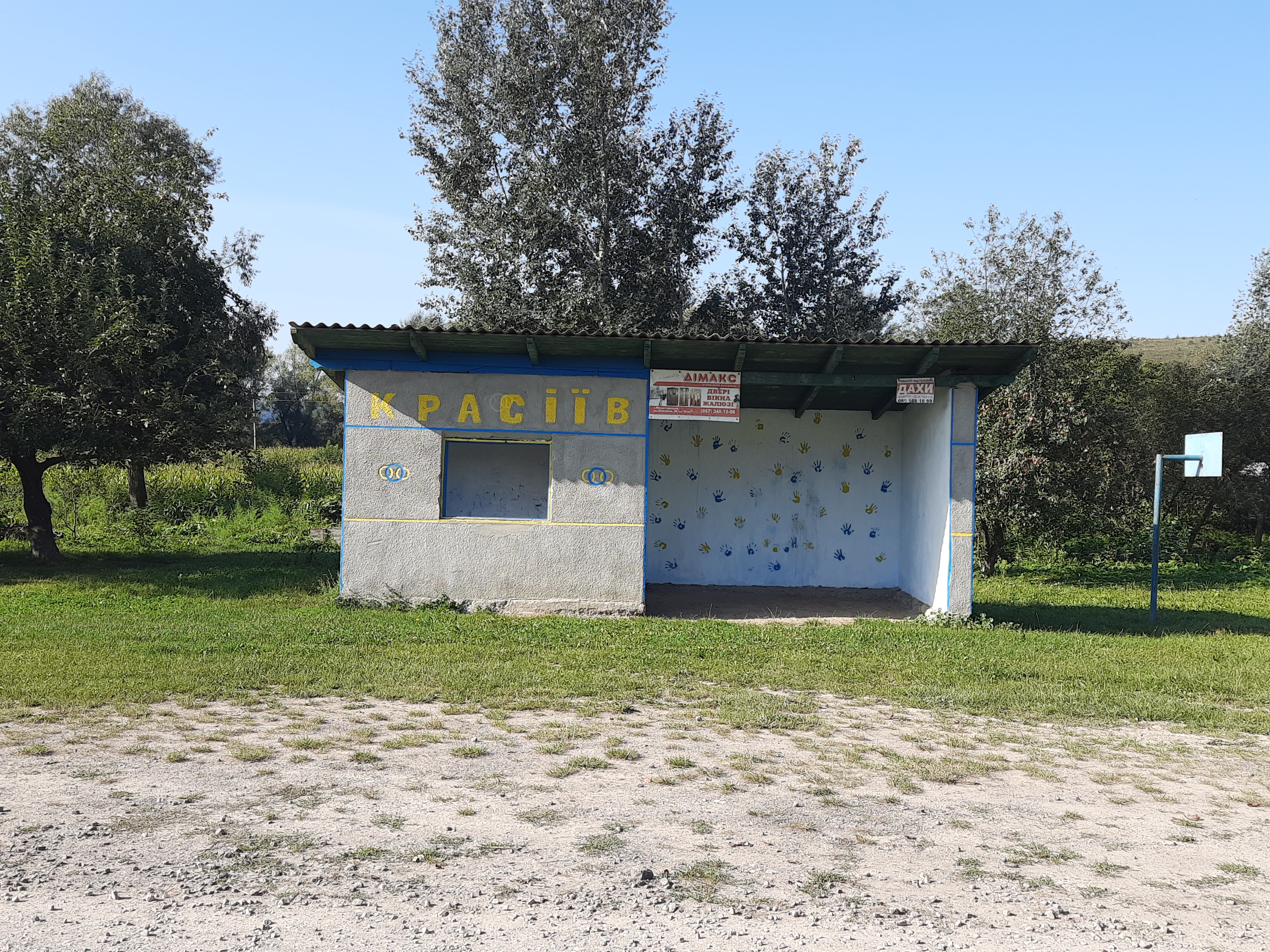
Автобусна зупинка